# 18 Greatest Hits
18 Greatest Hits è una raccolta della cantante tedesca Sandra, pubblicata il 12 ottobre 1992 dall'etichetta discografica Virgin.
La raccolta conteneva diciassette successi della cantante e un inedito, Johnny Wanna Live, pubblicato come singolo per promuovere la raccolta.
L'album è stato ripubblicato nel 2003 con una differente copertina e con il titolo The Essential.

## Tracce
CD (Virgin 263 153 [de] / EAN 0077778651826)
CD (Virgin CDVIR 15 [uk])
1. Maria Magdalena – 3:58 (Michael Cretu, Hubert Kemmler, Richard W. Palmer-James, Markus Löhr)
2. In the Heat of the Night – 5:07 (Michael Cretu, Hubert Kemmler, Markus Löhr, Klaus Hirschburger)
3. Little Girl – 3:11 (Michael Cretu, Hubert Kemmler, Markus Löhr, Klaus Hirschburger)
4. Innocent Love – 4:21 (Müller, Hubert Kemmler, Ulrich Herter, Klaus Hirschburger)
5. Hi! Hi! Hi! – 4:08 (Michael Cretu, Hubert Kemmler, Klaus Hirschburger)
6. Loreen – 4:17 (Michael Cretu, Klaus Hirschburger, Peter)
7. Midnight Man – 3:04 (Michael Cretu, Hubert Kemmler, Klaus Hirschburger)
8. Everlasting Love – 3:51 (James Cason, Mac Gayden)
9. Stop for a Minute – 4:05 (Michael Cretu, Klaus Hirschburger)
10. Heaven Can Wait – 4:04 (Michael Cretu, Hubert Kemmler, Markus Löhr, Klaus Hirschburger)
11. Secret Land – 4:05 (Michael Cretu, Hubert Kemmler, Markus Löhr, Klaus Hirschburger, Gronau, Müller-Pi, Hoenig, Mats Björklund)
12. We'll Be Together – 3:49 (Michael Cretu, Hubert Kemmler, Markus Löhr, Klaus Hirschburger, Sandra Cretu)
13. Around My Heart – 3:10 (Michael Cretu, Hubert Kemmler, Markus Löhr, Klaus Hirschburger, Sör Otto's, Peterson)
14. Hiroshima – 4:11 (David Morgan)
15. (Life May Be) A Big Insanity – 4:29 (Michael Cretu, Klaus Hirschburger)
16. One More Night – 3:41 (Michael Cretu, Klaus Hirschburger, Frank Peterson)
17. Don't Be Aggressive – 4:22 (Michael Cretu, Klaus Hirschburger)
18. Johnny Wanna Live – 3:52 (Michael Cretu, Klaus Hirschburger, Frank Peterson)

## Classifiche
| Classifica (1992) | Posizione raggiunta |
| ----------------- | ------------------- |
| Belgio (Vallonia) | 5                   |
| Germania          | 10                  |
| Svizzera          | 27                  |
| Svezia            | 36                  |